# Kadarka

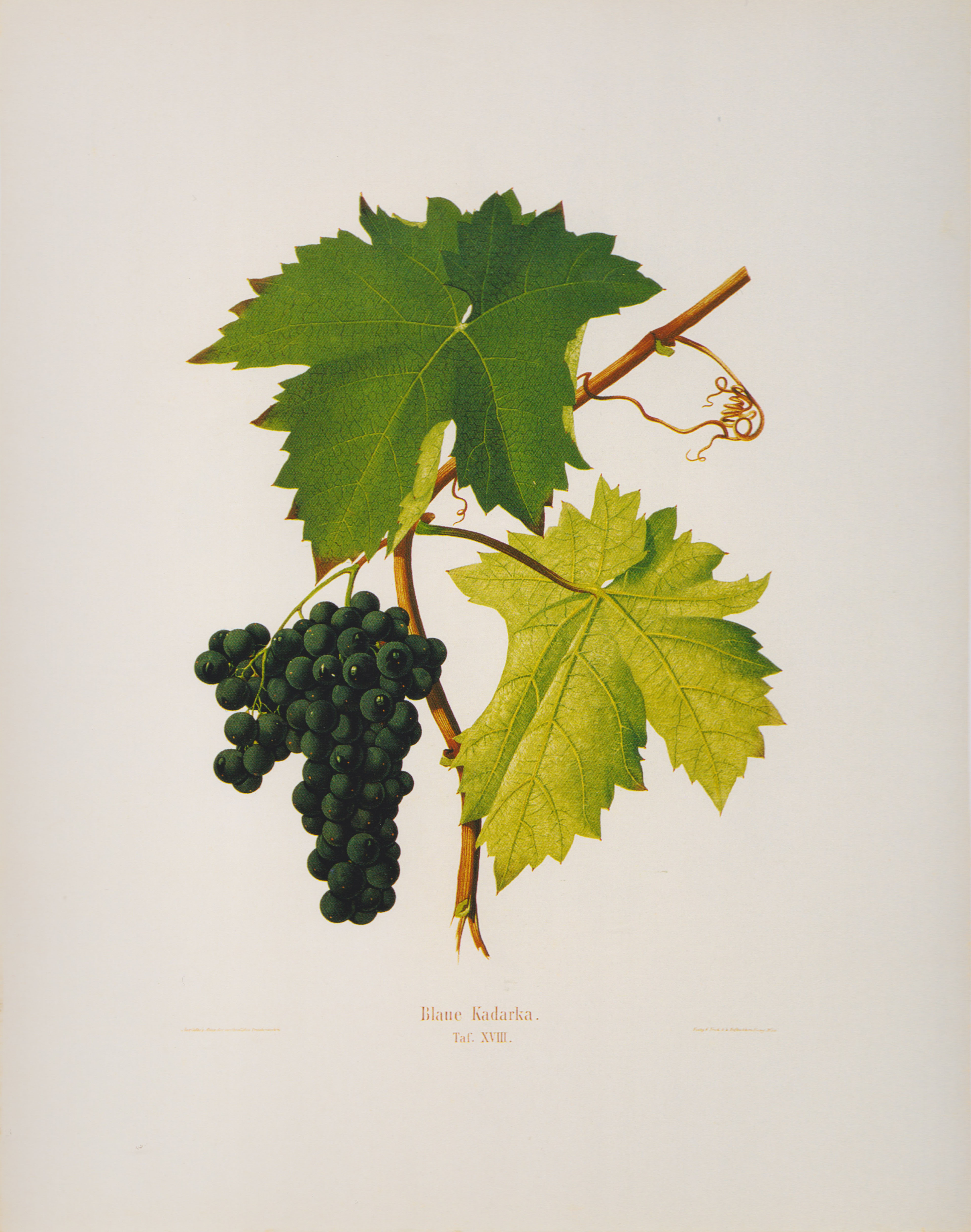
Kadarka / Gamza

Kadarka är en blå druvsort från Ungern som på Balkan kallas Gamza. Intresset för Kadarka i Ungern sjönk under 1970- och 80-talet. Nedgången i intresse berodde bland annat på för stora skördeuttag vilket ger ointressanta viner. Rätt hanterad kan den dock ge ett fylligt vin med god tannin-halt. Idag har intresset ökat för de traditionella ungerska druvsorterna inklusive Kadarka. Traditionellt användes druvan för Bikavér – "tjurblodet" - både i Eger och Szekszárd. Den har också en klon (variant) som odlas i Ungern, Mészi Kadarka. 
Druvan förekommer också på Balkan, i Rumänien och i Bulgarien, men även i Österrike.
Som så ofta är det flera som gör anspråk på att vara ursprungsland och enligt Caroline Gilby MW så har den troligen sitt ursprung vid sjön Skadar i Montenegro. I Bulgarien är de övertygade att det är där den har sitt ursprung, det är också i det landet den odlas mest Det sägs dessutom att Kallmet i Albanien är förälder till Kadarka, men det finns ännu inga DNA-bevis i detta fall.
Namnet Gamza säga ha arabiskt ursprung och skall betyda "nyckfull kvinna" vilket skall anspela på att druvan kan ge mycket hög avkastning samtidigt som den har ett tunnt skört skal och att den är mottaglig för gråröta. Denna sort behöver därför en luftig växtplats uppe på kullar och liknande. När regnen kommer på hösten måste den skördas snabbt. Vinet gjort på Gamza kan i Bulgarien bli delikat med jordgubbston och kryddigt lätta tanniner. Vinet drickes ofta ungt. Men med lågt skördeuttag och lagring i ek (dock ej ny) kan det bli ett mer sofistikerat vin.